# Hasan Moralı
Hasan Moralı (* 11. Januar 1957 in Bursa) ist ein ehemaliger türkischer Fußballspieler und heutiger -trainer.

## Karriere

### Sportliche Karriere
Hasan Moralı spielte seine erste Saison 1978/79 bei Galatasaray Istanbul. Bei Galatasaray stand er bis zum Ende der Saison 1981/82 unter Vertrag. Während seiner Zeit für die Gelb-Roten kam er zu 15 Ligaspielen und wurde 1982 türkischer Pokalsieger. Von 1985 bis 1987 spielte der Mittelfeldspieler bei Bakırköyspor in der 2. Liga.

### Trainerkarriere
Moralı wurde 1991 Cheftrainer von Silivrispor. 1992 kehrte er zurück zu Bakırköyspor und war drei Jahre lang Co-Trainer. Am 1. September 1995 wurde er zum Cheftrainer befördert. Sein Vertrag wurde am 15. Februar 1996 aufgelöst und sein bislang letztes Engagement war als Co-Trainer 2007 bei Lüleburgazspor.

## Erfolge
Galatasaray Istanbul
- Türkischer Fußballpokal: 1982